# Isabel Osthues
Isabel Osthues (* 1966) ist eine deutsche Theaterregisseurin.

## Leben
Osthues studierte Germanistik, Philosophie und Phonetik an der Universität Hamburg. Als freie Regisseurin arbeitet sie seit 1997 und inszenierte u. a.  Bühnenstücke am Staatstheater Stuttgart, am Nationaltheater Mannheim, am Schauspielhaus Bochum und von 2001 bis 2006 am Berliner Maxim-Gorki-Theater unter der Leitung von Volker Hesse. Von 2002 bis 2006 war sie fest am Thalia Theater in Hamburg. Während Christoph Marthalers Intendanz war sie Hausregisseurin am Schauspielhaus Zürich. Ihr Repertoire reicht von Stücken von Gegenwartsautoren wie von Sibylle Berg Das wird schon. Nie mehr lieben!, Gesine Danckwarts Meinnicht, Biljana Srbljanovićs Heuschrecken oder Rainer Werner Fassbinders Drama Katzelmacher bis hin zu klassischen Theaterstücken wie Georg Büchners Woyzeck, Euripides’ Medea, Tennessee Williams’ Die Glasmenagerie oder Friedrich Schillers Don Karlos.
Am Theater Baden-Baden inszenierte sie in der Spielzeit 2019/2020 Der Steppenwolf nach dem Roman von Hermann Hesse, sowie Mephisto nach dem Roman von Klaus Mann in ihrer eigenen Bearbeitung. In der Spielzeit 2022/2023 inszeniert sie in Baden-Baden Hildensaga von Ferdinand Schmalz.
Neben ihrer Tätigkeit als Regisseurin ist sie seit 2018 als Lehrbeauftragte für Regie an der Hochschule für Musik und Theater Hamburg tätig.